# Jante (automobile)

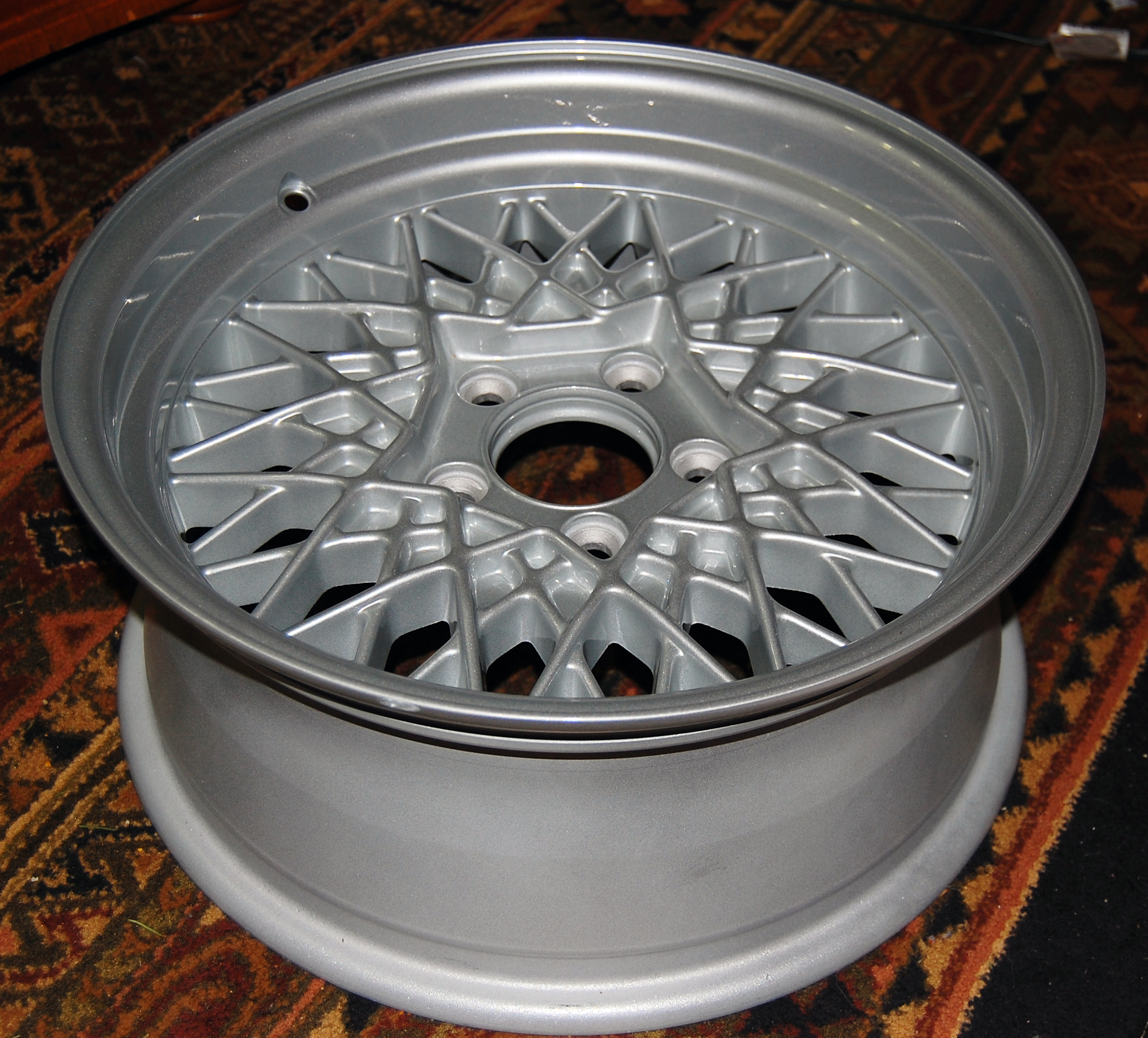
Une jante en alliage d’aluminium nue.

La jante est l'« élément de la roue sur lequel se monte le pneumatique et qui le supporte ». Elle est généralement en métal ou très rarement en matériaux composites. Elle assure la liaison entre le moyeu et le pneumatique. L'ensemble jante et pneu forme une roue.

## Histoire
Dès les premières heures de l'automobile, la voie de la roue à rayons fut exploitée. S'inspirant de celles montées sur les bicyclettes, elles cohabitèrent avec des modèles en bois sur ce qui peut être considéré comme la première automobile, la Benz Patent Motorwagen. Les jantes en bois dérivent de celles des véhicules hippomobiles et sont généralement faites de bois d'acacia ou de frêne. La jante en alliage d’aluminium fera son apparition au Grand Prix de France 1924, sur une Bugatti Type 35. Elles avaient pour avantage leur légèreté et permettaient un meilleur refroidissement des freins.

Types de jantes
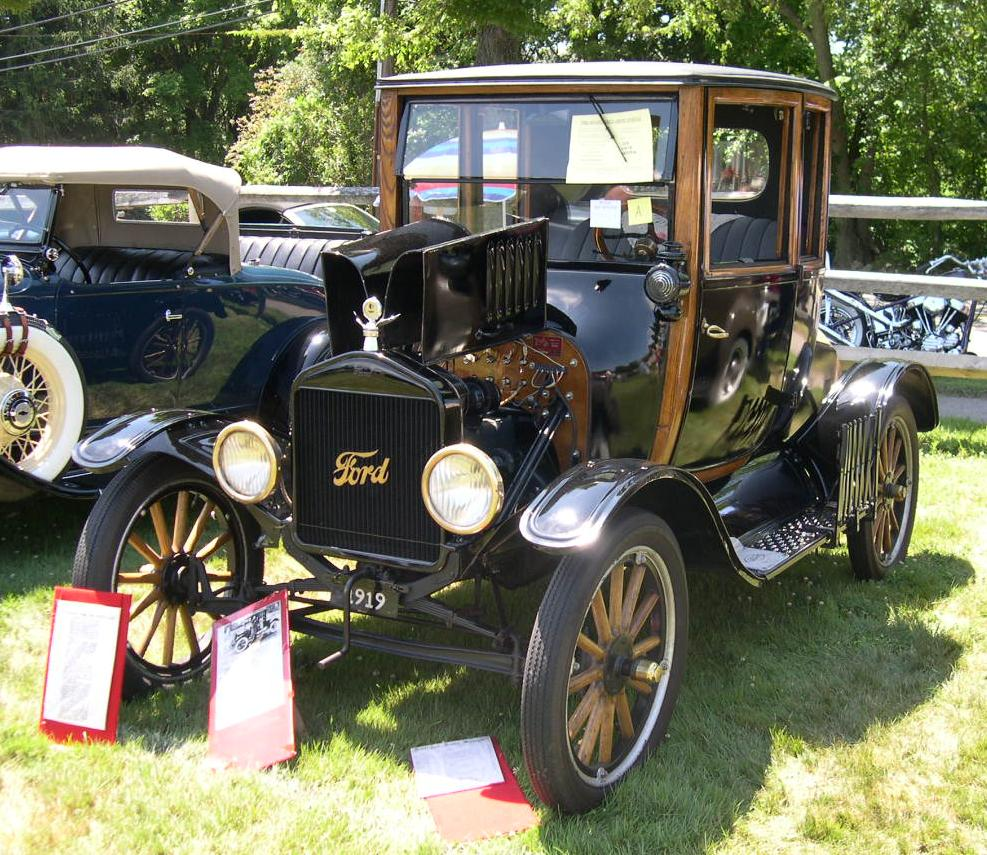
Une Ford T équipée de jantes en bois.
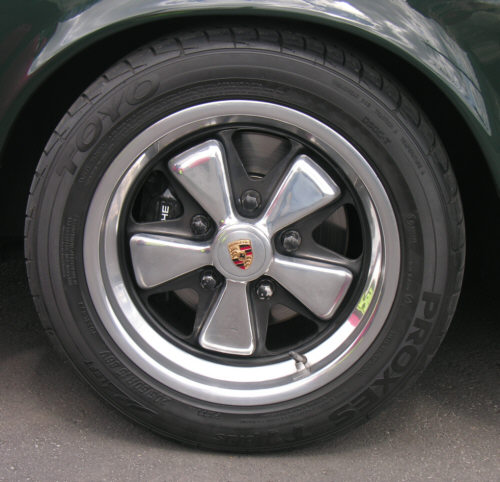
La jante Fuchs, symbole de la Porsche 911 de 1966 à 1989.
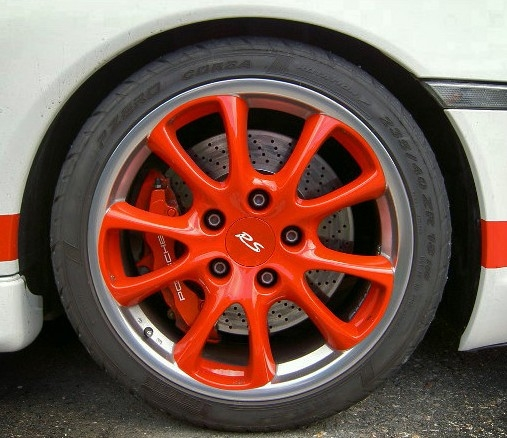
Une jante en alliage peint.

## Catégorisation automobile

### Par type de métal
Le plus souvent, les constructeurs automobiles équipent leurs véhicules de production courante de jantes en tôle d'acier embouties. Généralement, des enjoliveurs en métal poli ou en plastiques peints sont ajoutés pour l'esthétique du véhicule.
Les véhicules de sport ou haut de gamme sont équipés de jantes en alliage d’aluminium, plus légères (elles diminuent l'inertie et l'effet gyroscopique) et plus aérées (elles permettent une meilleure dissipation de la chaleur dégagée par les freins). Elles sont moulées (standard), ou forgées (haut de gamme), puis usinées. Cette technique permet une grande liberté de design.
En compétition, on voit des jantes en alliage d’aluminium, en alliage de magnésium en Formule 1, en carbone en motocyclisme ou en matériaux composites pour le karting.
On trouve encore des roues à rayons pour les automobiles de collection.

### Par taille

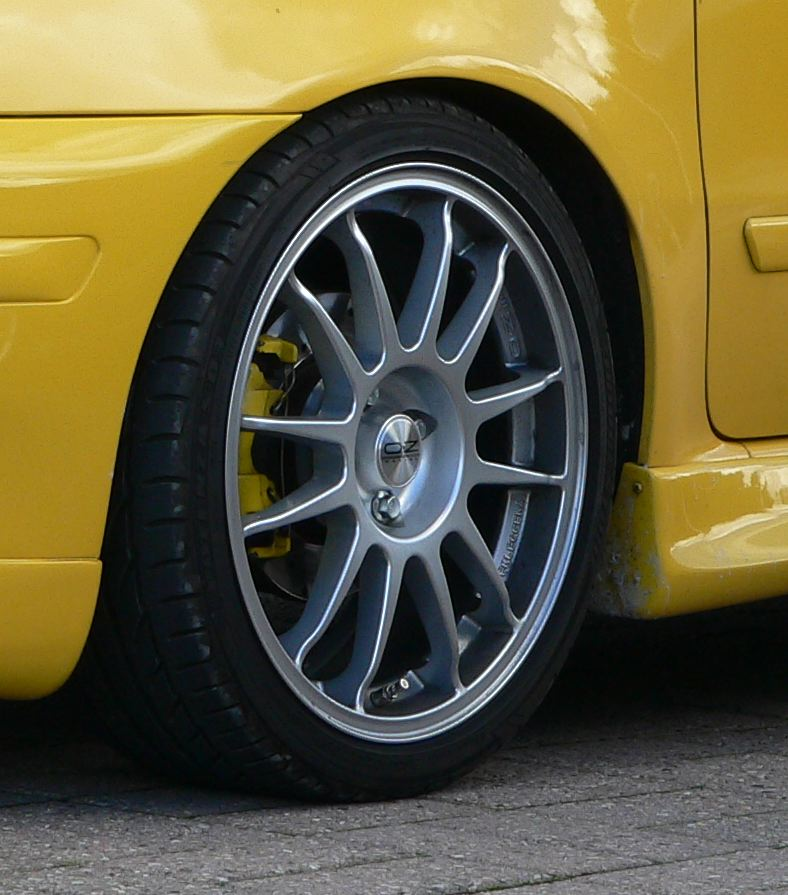
Jante en alliage de type « sport ».

Suivant le modèle du véhicule automobile, ce dernier est équipé de jantes d'un certain diamètre et d'une certaine largeur. Le diamètre ainsi que la largeur est indiqué en pouce, constituant ainsi une importante exception au principe de normalisation du Système international d'unités.
Les largeurs sont exprimées en pouces, tous les demi-pouces à partir de 4", à l'exception des jantes pour pneus spéciaux tels les Michelin TRX ou PAX.
Les diamètres normalisés sont, toujours aux mêmes exceptions près :
- 10" (254 mm), utilisé sur les anciennes Mini d'Austin ;
- 12" (305 mm), utilisé sur les anciennes Simca 1000 ;
- 13" (330 mm), très utilisé avant les années 1990, encore utilisé sur les automobiles bas de gamme, les remorques, ou la compétition automobile, c'est le cas, entre autres, de la F1[Note 2] ;
- 14" (355 mm), courant remplace souvent la jante de 13 ;
- 15" (381 mm), courant remplace souvent la jante de 14 sur les véhicules de moyenne-gamme ;
- 16" (406 mm), en passe de devenir le plus courant[réf. souhaitée] ;
- 17" (432 mm), un temps réservé aux automobiles à vocation sportive, ce diamètre est maintenant banalisé ;
- 18" (457 mm), couramment utilisé sur des voitures sportives ;
- plus de 19" (483 mm), utilisées surtout pour le tuning, mais maintenant aussi sur les supercars. On trouve aujourd'hui des jantes de 23" (584 mm), voire de 27" (686 mm) aux États-Unis. Voir également l'article Dub (jantes).

Des dimensions intermédiaires (demi-pouce, par exemple 16,5") sont parfois utilisées pour les poids-lourds.

### Par cotes principales

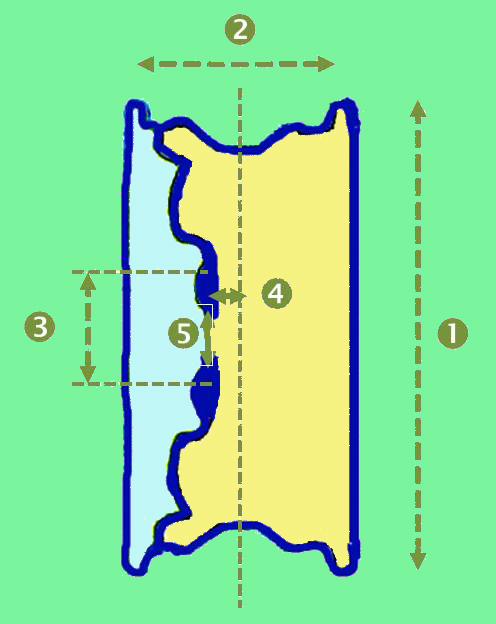
Caractéristiques d'une jante.

Les cotes principales qui permettent d'identifier une jante sont les suivantes (voir illustration ci-contre pour les correspondances) :
1. Diamètre en pouces (de 10 à 20 pouces en automobile). Il se mesure dans la zone où le pneumatique sera au contact de la jante (talon)[5] ;
2. Largeur en pouces. Elle se mesure comme le diamètre, au talon du pneu[5]. Exemple : « 6J » pour 6 pouces ;
3. Entraxe : diamètre en millimètres du cercle passant par le centre des trous de la jante. Exemple : 100. Celui-ci est multiplié par le nombre de trous qui permettent de fixer la jante. Exemple : 4 ;
4. Déport : distance en millimètres qui sépare le plan médian vertical de la jante au plan d'appui de la jante sur le moyeu. Plus le déport est petit, plus la jante ressort. Il est noté « ET » (de l'allemand « Einpresstiefe »). Exemple : 50 ;
5. Alésage : diamètre en millimètres du trou central de la jante où vient se loger la fusée pour centrer la jante. Exemple : 60.

Dans cet exemple, pour un diamètre de 15 pouces, « 6Jx15 4x100 ET 50 60 » sont les paramètres que l'on peut trouver gravés sur une jante ayant ces caractéristiques, sachant qu'il n'y a pas de norme d'affichage et que seule une partie de ces indications peut être reportée.
L'indication « J » dans la cote largeur se réfère à la forme du bord interne de la jante, il existe aussi des formes dites « JJ », « K », « JK », « B », « P » et « D ».
Ces cotes sont utiles pour vérifier la compatibilité d'une jante avec un type de pneumatiques ou un véhicule.

## Fixation

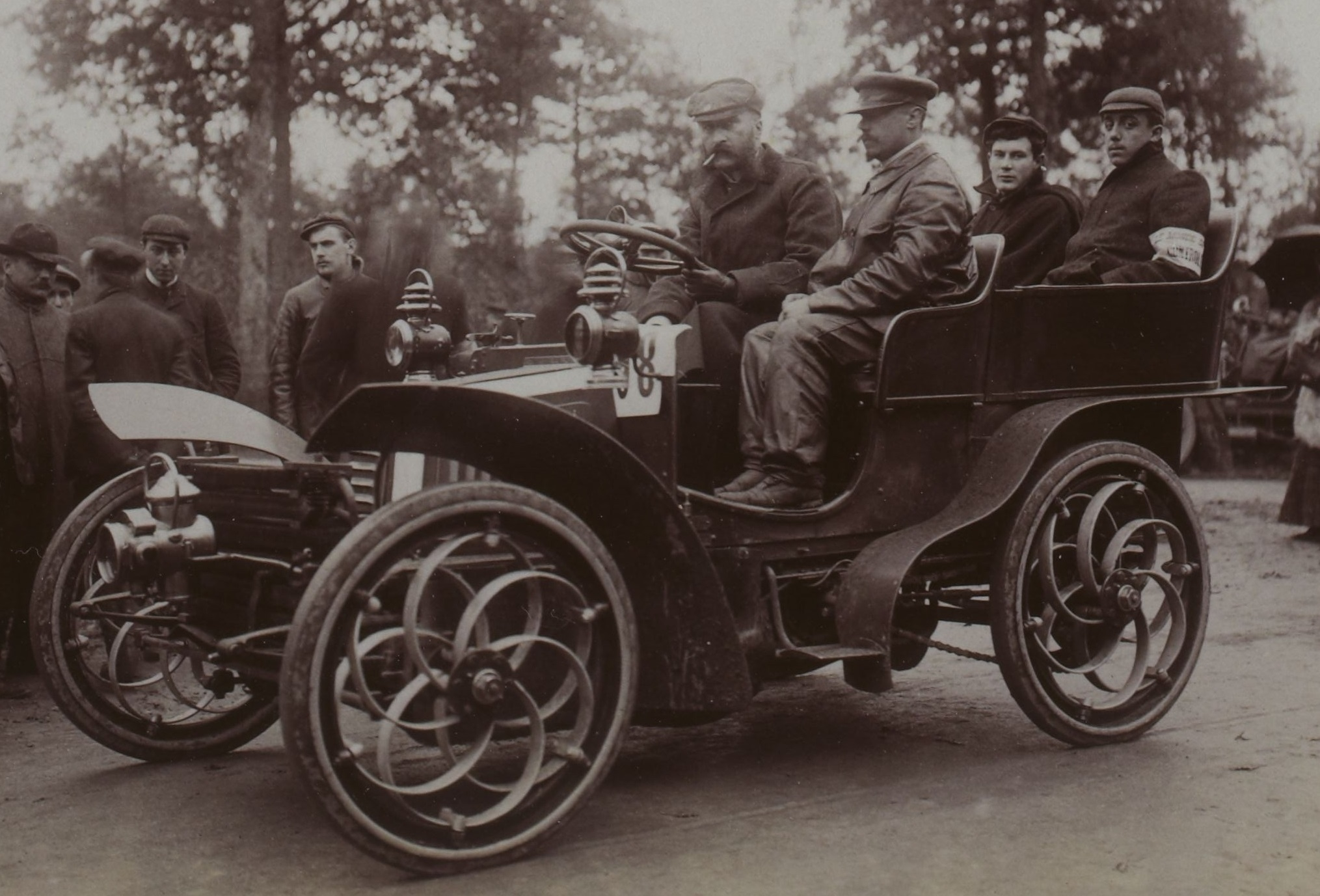
Une automobile Bardon équipée de « roues élastiques Roussel » sans pneu de la Société de Cadignan & Cie (au kilomètre de Dourdan en 1903).

Il existe plusieurs cotes « standard » pour les trous de fixation, selon les marques :
- Volkswagen : 5 M12x100 (5 trous M12 répartis sur un diamètre de 100 mm) ;
- Buick : 5 M12x116,5 (5 trous M12 répartis sur un diamètre de 116,5 mm) ;
- Hyundai : 5 M12x114,3 (5 trous M12 répartis sur un diamètre de 114,3 mm) ;
- Suzuki, 5 M12x114,3 (5 trous M12 répartis sur un diamètre de 114,3 mm)
- BMW : 5 M12x120 (5 trous M12 répartis sur un diamètre de 120 mm) ;
- Renault/Nissan, Toyota : 4 M12x100 (4 trous M12 répartis sur un diamètre de 100 mm) ;
- Peugeot, Citroën, Ford : 4 M12x108 (4 trous M12 répartis sur un diamètre de 108 mm) ;
  - 2 CV et dérivés : 3 M12x140 (3 trous M12 répartis sur un diamètre de 140 mm).

## Équilibrage
L'équilibrage des roues, pneumatique en place, donne lieu à l'adjonction de masse d'équilibrage en acier ou en zamak (les masses en plomb ayant été interdites) sur le bord de la jante afin d'en corriger les équilibres statique et dynamique. 

## Fabricants
- France : Tramont , Gotti[6], Mad'In[7] (défunts : Daneyrolle GT, PLS, AR Industries[8]) ;
- Allemagne : ATS[9], BBS[10], Borbet[11], Ronal[12], Schmidt[13], Gemballa, Lorinser, Hamann Motorsport, RC Design, Zender GmbH, Brabus, Breyton, Oettinger ;
- Canada : Kodiak, Fikse ;
- Espagne : Braid[14] ;
- États-Unis : HRE[15], König, American Racing (en), Motegi Racing, Lexani, Giovanna, ADV1 ;
- Italie : Momo, OZ Racing, Speedline, Borrani ;
- Japon : Rays Engineering[16],[Note 3], WORK Wheels (en)[17], Yokohama, Blitz, Enkei, Falken, Weds (en) ;
- Philippines : Rota[18] ;
- Pologne : JR Wheels (anciennement Japan Racing)[19] ;
- Singapour : YHI Group[20].